# 高集镇 (邓州市)
高集乡，是中华人民共和国河南省南阳市邓州市下辖的一个乡镇级行政单位。

## 行政区划
高集乡下辖以下地区：
高集村、大贺营村、黄龙村、李岗村、胡铁村、吕堂村、沈堂村、堰陂村、赵坡村、后李村、萝卜张营村、杨庄村、杨营村、寨上村、高岗村、王庄村、明池村、戴岗村、李庄村、大任岗村、袁庄村和西岭村。